# Titus Atilius Rufus Titianus
Titus Atilius Rufus Titianus war ein römischer Politiker in der ersten Hälfte des 2. Jahrhunderts n. Chr. Zusammen mit Marcus Gavius Squilla Gallicanus war er im Jahr 127 n. Chr. ordentlicher Konsul.
Titianus gehörte der altrömischen gens Atilia an. Sein Vater (oder Großvater) war wahrscheinlich Titus Atilius Rufus, der in einem Nundinium vor dem Jahr 80 Suffektkonsul war. Sein Name ist auf einem Stück Bleirohr eingeprägt, das in Antium gefunden wurde, was darauf hindeutet, dass er ein Gebäude in dieser Stadt besaß.
Der Autor der (oft unzuverlässigen) Historia Augusta gibt an, Titianus sei der einzige Usurpator während der Herrschaft des Kaisers Antoninus Pius gewesen – obwohl später in derselben Textpassage auch ein Priscianus erwähnt wird, der versucht haben soll, den Thron zu usurpieren. Der Historia Augusta zufolge überließ Antoninus Pius den Titianus als Zeichen seiner Milde dem Senat zur Bestrafung, während er jegliche Ermittlungen gegen dessen Mitverschwörer verbot und auch unterband, dass Titianus' namentlich nicht bekannter Sohn strafrechtlich verfolgt wurde.
Titianus könnte identisch mit einem gleichnamigen Unruhestifter sein, der schon unter Kaiser Hadrian ins Exil verbannt worden sein soll.